# Retrat de la difunta Elisa Masriera
Retrat de la difunta Elisa Masriera és un quadre de Francesc Masriera i Manovens que es conserva i forma part de la col·lecció permanent del Museu de l'Empordà. Es tracta del retrat de la germana del pintor. Elisa Masriera. s'emmarca dins la tradició de retrat realista de difunts, habitual al llarg de segle xix, però amb una atmosfera simbolista propiciada per la papallona i els insectes voladors que apareixen damunt el fons de la tela i que poden representar la transcendència del més enllà, contraposat amb la decadència de la vida humana És rellevant el joc de transparències de les gases que rodegen el cos de la dona i el detallisme emprat en la descripció de les flors.